# Dirt Road Anthem
«Dirt Road Anthem» — песня американского кантри-певца Джейсона Алдина, вышедшая 4 апреля 2011 года в качестве 3-го сингла с его четвёртого студийного альбома My Kinda Party (2010). Песню написали Брэнтли Гилберт и Colt Ford, продюсером был Майкл Кнокс. Сингл достиг первого места в кантри-чарте Hot Country Songs (став для Джейсона Алдина его 6-м чарттоппером). В ноябре песня была номинирована на премию Грэмми в категории Лучшее сольное кантри-исполнение. Песня стала самой успешной в цифровую эру среди кантри-исполнителей на тот день в США и получила премию Billboard Music Awards (2012) в категории Top Country Song.
Песня была сертифицирована в 4-кр. платиновом статусе RIAA и получила положительные и умеренные отзывы музыкальной критики и интернет-изданий. К апрелю 2014 года было продано более 4 млн копий сингла в США.

## Чарты
| Чарт (2011)                         | Высшая позиция |
| ----------------------------------- | -------------- |
| США (Billboard Hot 100)             | 7              |
| США (Billboard Hot Country Songs)   | 1              |
| Канада (Billboard Canadian Hot 100) | 39             |

## Итоговые годовые чарты
| Чарт (2011)                  | Позиция |
| ---------------------------- | ------- |
| US Billboard Hot 100         | 43      |
| US Country Songs (Billboard) | 25      |

## Сертификации
| Регион | Сертификация  | Продажи   |
| --- | ------------- | --------- |
| США (RIAA) | 4× Платиновый | 4,027,000 |
| * Данные о продажах приведены только на основе сертификации. ^ Данные о тиражах приведены только на основе сертификации. |               |           |